# The Conclave (película de 2006)
The Conclave (en español: Conspiración en el Vaticano) es una película de drama histórico alemana-canadiense del director Christoph Schrewe de 2006, que relata la historia del cónclave de 1458. La película se estrenó el 7 de septiembre de 2006 en el Festival de Cine de Hamburgo. Su estreno en Alemania fue el 1 de noviembre de 2007.

## Sinopsis
El Papa Calixto III está muriendo y en la ciudad de Roma comienza a haber disturbios y descontento por todo lo español, especialmente lo relacionado con los Borgia. El sobrino del Papa, el cardenal Rodrigo Borgia, que se encuentra junto a su amante Vanozza, es llevado a la corte papal y alertado de la situación por su hermano, el capitán Pedro Luis de Borgia. Ante el peligro de muerte en que se encuentra, especialmente porque la familia Orsini quiere recuperar sus privilegios perdidos, Pedro Luis decide huir mientras Rodrigo se queda al nuevo cónclave.
Durante el cónclave, se aprecian dos candidatos más prometedores para el puesto de Papa: el calculador francés Guillaume d'Estouteville y el sienés Aeneas Sylvius Piccolomini. Durante las siguientes jornadas, la politización y las tácticas de los candidatos intentan buscar el apoyo de la mayoría, jugando con las personalidades y deseos de los cardenales. Mientras tanto, Pedro Luis es asesinado por un caballero en nombre del cardenal Latino Orsini.
Después de que la elección del Papa se estanca, es Rodrigo Borgia quien da el paso decisivo y ayuda a Piccolomini a llegar al papado por mayoría de votos. Al final, Rodrigo Borgia, que inicialmente no era religioso ni serio, se ganó un cierto respeto por parte de los otros cardenales. Poco después, regresa donde su amante.

## Elenco
- Manu Fullola - Rodrigo Borgia
- Brian Blessed - Aeneas Sylvius Piccolomini
- James Faulkner - Guillaume d'Estouteville
- Rolf Kanies - Basilios Bessarion
- Holger Kunkel - Alain de Coëtivy
- Peter Guinness - Latino Orsini
- Nicholas Irons - Prospero Colonna
- Brian Downey - Juan de Mella
- Lolo Herrero - Pedro Luis de Borgia
- Gaetano Carotenuto - Capitán Gaetono
- Matthias Koeberlin - Giuliano Della Rovere
- Nora Tschirner - Vannozza Cattanei
- Joseph Rutten - Calixto III
- John Dunsworth - Filippo Calandrini

## Producción y estreno
La película fue filmada entre el 10 de enero y el 10 de febrero de 2005 en Halifax, Canadá, con un presupuesto de 3 millones de dólares estadounidenses. La producción fue realizada por Studio Hamburg International Production GmbH (SHIP) y Alejandro Sexto Ltd. (Halifax) en coproducción con Téléfilm Canada y ARD Degeto. La distribución de la película inicial fue realizada por Novapool Production GmbH.
Los derechos de la película para la televisión alemana fueron comprados por ARD, los derechos de la televisión británica y canadiense fueron a CHUM Ltd., Canadá. La primera emisión en la televisión alemana tuvo lugar el 12 de abril de 2009 en la ARD.
Sobre la colaboración entre el productor Sytze van der Laan y el guionista Paul Donovan, el primero afirmó la coincidencia en el proyecto sobre la historia de Rodrigo Borgia, y el gusto que le generó leer los guiones. Christoph Schrewe tuvo con The Conclave su debut como director de largometrajes.

## Crítica
Sobre el filme, Sonja M. Schultz de [critic.de] señaló: "Quizás la Iglesia católica también está tratando de beneficiarse un poco de este atractivo sexual contemporáneo apoyando las proyecciones de la película. Lo que es notable sobre el cónclave, no son los estímulos de la superficie, sino la interpretación de los antiguos príncipes de la Iglesia y el persistente tirón de la guerra para el cargo más alto en el nombre del Señor".
Harald Witz de [moviemaze.de] afirmó: "El drama histórico se esfuerza por ofrecer un cuadro de género de los tiempos y sabe cómo poner el evento en un amplio contexto histórico. (...) pero él hace a Rodrigo también el héroe romántico que regresa a casa después del trabajo como un amante, (...). Esto no coincide con la figura histórica de Rodrigo Borgia. Incluso se puede decir que Schrewe hace de la cabra aquí un jardinero. Después de todo, más tarde fue llamado Papa Alejandro VI, (a través de la manipulación electoral masiva), el epítome de la decadencia papal, la lujuria por el poder y la inmoralidad. La indiferencia de Rodrigo es representativa de la mala reputación de todo el clan Borgia".